# マルティニ・シャトラール鉄道ABDeh4/4 1...15形電車

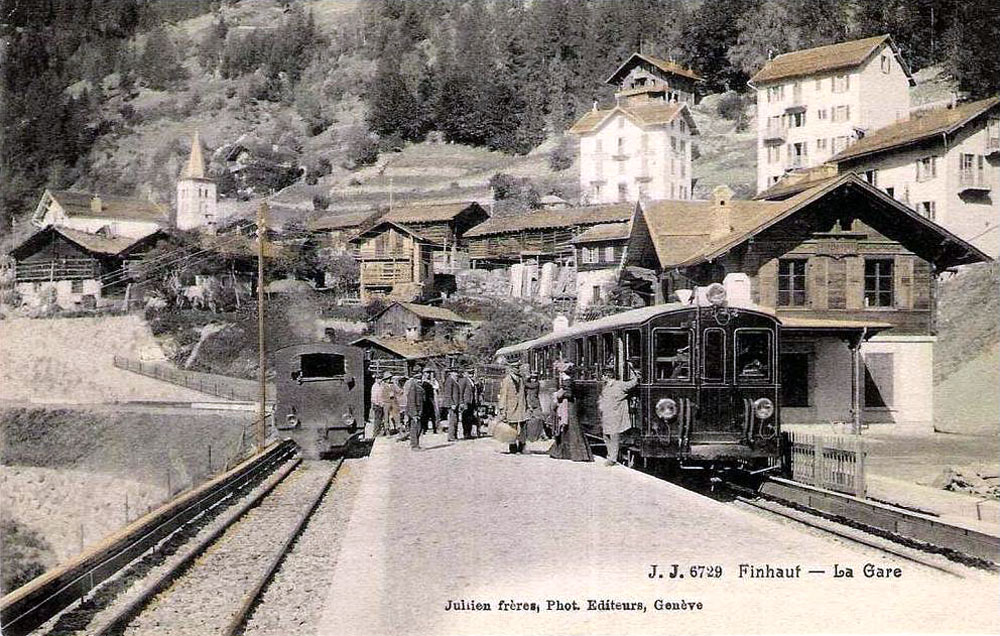
製造直後のBCFe4/4 1...15形（後のABDeh4/4 1...15形）が牽引する列車（右側）、当時の絵葉書、フィノー駅、1910年頃

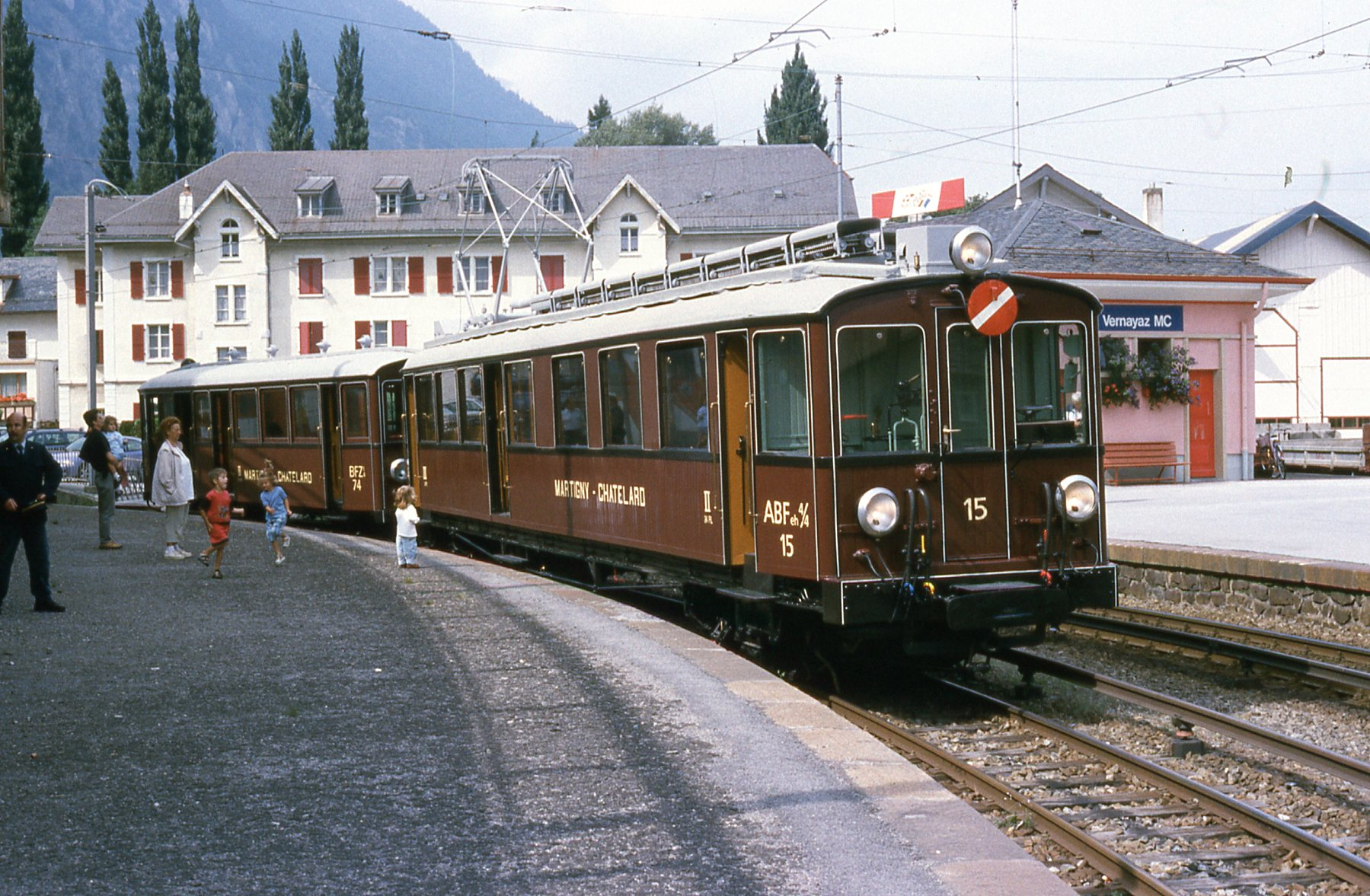
動態保存されているABDeh4/4 15号機（車体表記は旧形式のABFe4/4 15）、同様に動態保存されているBDZt^{4} 74号車と編成を組んだ列車、架線と第三軌条の重畳しているヴェルネイヤーズ駅

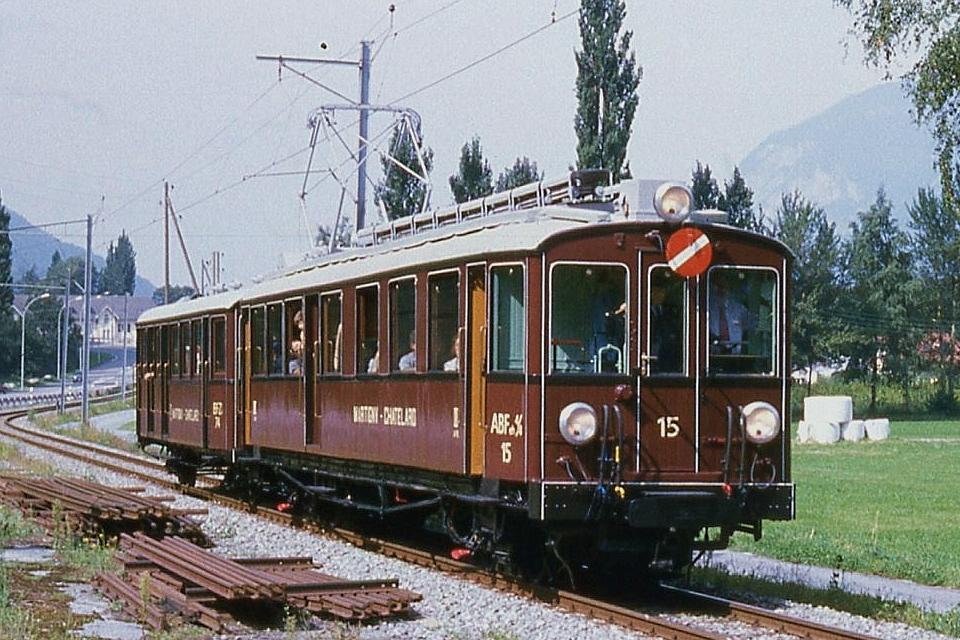
ABDeh4/4 15号機とBDZt^{4} 74号車との編成による列車、架線設置区間、2008年

マルティニ・シャトラール鉄道ABDeh4/4 1...15形電車(マルティニ・シャトラールてつどうABDeh4/4 1...15がたでんしゃ)は、現在ではマルティニ地域交通となっているスイス西部の私鉄であるマルティニ・シャトラール鉄道（Chemin de fer Martigny–Châtelard (MC)）で使用されていた山岳鉄道用ラック式電車である。なお、本形式はBCFe4/4 1...15形として導入されたものであるが、その後の称号改正により、ABFZeh4/4 1...15形、その後ABDeh4/4 1...15形となったものである。

## 概要
1900--10年代のスイスのラック式登山鉄道では、1898年に開業したユングフラウ鉄道、ゴルナーグラート鉄道、シュタンスシュタート-エンゲルベルク鉄道以降、ほとんどの鉄道で2軸式のラック式専用もしくはラック式/粘着式併用の小型電気機関車が客車を押し上げる形態の列車での運行が主力となっていた。一方、同じスイスの粘着式の路線を持つ中小私鉄においては、電化の進展に伴い、比較的高い牽引力を持つ電車が客車もしくは貨車を牽引する形態の列車が主力となっていた。このような状況の中、1906-08年に開業したマルティニ・シャトラール鉄道は全長18.36km、最急勾配はラック区間200パーミル、粘着区間70パーミルで、落石や雪崩の被害低減やトンネル断面積の縮小のため山岳区間では架空線からではなく第三軌条から集電する方式とした山岳鉄道であり、マルティニーからフランス国境近くのシャトラールに至り、国境でフランス側のコル・デ・モンテ線に接続していた。同鉄道は開業に際し、電気機関車もしくは電車が牽引する列車で運行をすることとして、当時の標準的な2軸のラック式/粘着式併用の小型電気機関車であるHGe2/2形の2-3号機と、ラック式/粘着式併用のBCFe4/4 1...15形、駆動装置は粘着式のみでラック式のブレーキ装置を有するBCFe2/4 21-22形（後のABDe2/4 21-22形）の計12両を導入しているが、このうち、本項で述べるBCFe4/4 1...15形ラック式電車は電機品製造元の違いによって1-3号機と11-15機とに分けられており、また、1号機のみ若干車体が異なっていたが基本的には同一形式であるほか、2軸ボギー台車を使用したラック式電車としてはスイス最初期の機体の一つであることが特徴となっているほか、BCFe2/4 21-22形と同じデザインと基本構造で、若干全長を長くした機体となっている。
この時代における他のラック式電車の例としては、1908-09年に同じ地方に開業した、途中に最急135パーミルのラック区間を有するモンテイ-シャンペリ-モルジャン鉄道は全長12.9kmが導入したBCFeh4/4 1...6形があったが、このBCFe4/4 1...6形は、2軸ボギー台車の片側の車軸にラック式の駆動装置を、もう片側の車軸に粘着式の駆動装置を装荷し、その駆動力をサイドロッドを通じて反対側の車軸へ伝達して1台車当たり粘着式の動軸2軸とラック式のピニオン1軸を駆動する方式であった。この方式は比較的単純な構造であり、スイスおよびイタリアでこの後何例かの導入実績があるものとなっているが、一方、本項で述べるマルティニ・シャトラール鉄道が導入したBCFe4/4 1...15形は1つの車軸にラック式と粘着式の駆動装置を両方組み込んで1基の電動機で駆動する駆動装置を装備して1台車当たり動軸、ピニオンともに2軸ずつを駆動する、より近代的な方式の2軸ボギー台車を初めて採用していた。当初この方式は他鉄道にはなかなか普及しなかったが、1930年代以降、フィスプ・ツェルマット鉄道のHGe4/4形およびフルカ・オーバーアルプ鉄道HGe4/4I形電気機関車で採用されたことを契機に広く普及するようになった方式で、以後、主電動機の装荷方式の吊掛式から台車装荷への変更や、粘着動輪駆動系へのクラッチや差動装置の組み込みなどの改良を重ねながら2000年代までの主力となっている方式となっている。
本形式は台車をSLM、車体をSWS、電機部分、主電動機は1-3号機がCIEM、11-15号機はMFOが担当して製造され、1時間定格出力176kWを発揮して制御客車1両を牽引可能なものであった。なお、本形式は当初の形式がBCFe4/4形であり、ラック式電車を表す"h"が付加されないないものであったが、1956年の称号改正によってそれまでの2等室、3等室が1等室、2等室となってそれを表す形式記号もそれぞれ"B"および"C"から"A"および"B"となったほか、ラック式を表す"h"と、荷物室を郵便室兼用として"Z"が付加されてABFZeh4/4となっている。その後1962年の称号改正では荷物室を表す形式記号が"F"から"D"に変更されたことと、郵便室兼用の廃止によってABDeh4/4形となっている。さらにその後1980年に1等室の運用が廃止されて全室2等室とされており、車体表記等に変更はないものの実質的にはBDeh4/4形となっており、文献等によってはこの形式名で表記されることもある。各機体の機番と製造年月日、製造所は下記のとおりである。
- 1 - 1906年 - SWS/SLM/CIEM
- 2 - 1906年 - SWS/SLM/CIEM
- 3 - 1907年 - SWS/SLM/CIEM
- 11 - 1906年 - SWS/SLM/MFO
- 12 - 1906年 - SWS/SLM/MFO
- 13 - 1908年 - SWS/SLM/MFO
- 14 - 1908年 - SWS/SLM/MFO
- 15 - 1909年5月29日 - SWS/SLM/MFO

## 仕様

### 車体
- 車体台枠は溝形鋼などの型鋼で構成された鋼材リベット組立式のトラス棒付台枠で、その上に木製の車体骨組および屋根を載せて前面および側面腰板は縦羽目板張りとし、屋根は屋根布張り、床および内装も木製としている。車体は両運転台式で、側面前後端部を左右に絞った形状としている。また、窓下および窓枠、車体裾部に型帯が入るほか、窓類は下部左右隅部R無、上部左右隅部はR付きの形態となっている。
- 正面は平面構成の3面折妻で、中央に貫通扉、その左右に正面窓を配置し、貫通扉上部と正面窓下部左右に外付式の丸形前照灯が配置されるスタイルである。連結器はねじ式連結器で緩衝器は台枠端梁中央に設置、フックは緩衝器下部の台枠下に取付られており、その周辺には空気ブレーキ用の連結ホースと重連総括制御用の電気連結器が配置されている。運転室内左側には大形マスターコントローラーが、右側にブレーキハンドルおよび手ブレーキハンドルが設置され、運転士は状況に応じて室内を移動しながら運転を行う。
- 車体内は後位側から運転室、乗降デッキ、2等室（称号改正後の1等室）、荷物室、3等室（後の2等室）、乗降デッキ、運転室の配列となっており、側面はBCFe4/4 1号機が窓扉配置1D31D31D1（運転室窓-乗降デッキ-2等室窓-荷物室窓-荷物室扉-3等室窓-3等室小窓-乗降デッキ-運転室窓）、BCFe4/4 2-3および11-15号機が1D31D3D1（運転室窓-乗降デッキ-2等室窓-荷物室窓-荷物室扉-3等室窓-乗降デッキ-運転室窓）となっている。乗降デッキの側面乗降口には扉は設置されず、固定ステップと折畳みステップ各1段、上部に唐草模様の飾り金具が設置されたオープンデッキとなっており、荷物室扉は片引戸で戸袋はなく、荷物室内にそのまま引込まれるほか、各窓は大型の下落とし窓となっており、1-3および11-14号機は木製窓枠のもの、15号機のみ枠無しでガラスのみのものとなっている。
- 屋根上は前位側車体端部に弓型のビューゲル1基が、その他の部分に水雷形ベンチレーターが設けられていたほか、11-15号機は主抵抗器を搭載していた。なお、後年になって集電装置がビューゲルから菱形のパンタグラフに換装されたほか、1-3号機は当初床下に搭載していた主抵抗器を屋根上への搭載に変更する改造を実施している。また、床下には主制御器、ブレーキ用の電動空気圧縮機と空気タンク、ブレーキシリンダ、電動発電機と蓄電池、1-3号機は主抵抗器等を搭載している。
- 客室は3等室、2等室ともに2+2列の4人掛の固定式クロスシートを配置しており、座席定員は3等室は1号機が3.5ボックス、2-3および11-15号機が3ボックスで計28名もしくは24名、2等室が3ボックスの24名で、座席は3等室のものが木製ニス塗りのベンチシート、2等室のものはクッション・肘掛付のものとなっている。室内は天井は白、側および妻壁面は木製ニス塗り、荷棚は鉄棒とニス塗り木材を使用したもので座席上に枕木方向に設置されている。また、荷物室内にも折畳式の補助座席4名分が設置されている。
- 塗装
  - 製造時の車体塗装は濃茶色をベースに車体型帯を黒として窓および乗降口枠に白の縁取りを入れたもので、側面下部中央に「MARTIGNY CHATLARD」の、車端部に形式名と機番、乗降口横部に客室等級のローマ数字および座席定員、正面貫通扉下部に機番がそれぞれ入っており、社名と客室等級は影付き文字となっている。なお、車体台枠、床下機器と台車は黒、屋根および屋根上機器はグレーである。
  - その後1950年代にはマルティニ・シャトラール鉄道の標準塗装の変更にともない、台枠と車体下半部を赤色、上半部をクリーム色として、時期や機体によってはその境界の車体型帯部に赤色の極細帯を入ったものとなり、表記類は基本的に同様であるが文字フォントが太いものが使用されているほか、ローマ数字がアラビア数字に変更されている。
  - さらにその後に塗装はそのままながら表記類が簡略化され、側面中央下部に”M-C”の文字、乗降口横部に客室等級表記、側面左側乗務員室下部に形式名が、側面下部乗務員室部と正面貫通扉下部に機番がそれぞれ入るものとなっている。

### 走行機器
- 制御方式は抵抗制御で、各台車2台ずつ計4台の直流直巻整流子電動機を搭載しており、運転室内に設置されたマスターコントローラーと電磁単位接触器を使用した主制御器によって主抵抗器の切替および、台車ごと2基の主電動機を永久並列に接続したものを1群としてこれの切替えによる主電動機の直並列および並列の切替を行う方式となっており、System Thuryと呼ばれる5芯の電気連結器による重連総括制御システムにより、他の電車や制御車からの遠隔制御が可能となっている。主抵抗器は1-3号機は床下に強制風冷式のものを、11-15号機は屋根上に自然冷却式のものを搭載していたが、後に全機とも屋根上の自然冷却式抵抗器となり、また抵抗器自体も何度か換装されている。主電動機はCIEMもしくはMFO製の自然冷却式のものを4台搭載しており、1時間定格牽引力112.7kNの性能を発揮して、制御車1両に相当する15tの列車を牽引して70パーミルでは16km/h、200パーミルでは6km/hを発揮することが出来る。
- ブレーキ装置は主制御器と主抵抗器による発電ブレーキおよび、ウエスティングハウス[19]式自動空気ブレーキ、蓄電池を電源とする電磁吸着ブレーキ、手ブレーキを装備する。基礎ブレーキ装置は動輪の踏面ブレーキおよびピニオンに併設したブレーキドラムのバンドブレーキを装備しており、自動空気ブレーキは踏面ブレーキおよびピニオンのバンドブレーキのそれぞれに作用することとして、ブレーキシリンダはそれぞれ1基ずつを車体床下に取付けて手ブレーキもこれに対応する形で2組設置されているほか、電磁吸着ブレーキは各台車中央下部に装架されている。なお、ラック区間での出入口に設置された打子によって車両側のスイッチを切り替えることにより、粘着区間では30km/hとなっている最高速度をラック区間では過速度検知装置により9km/hに制限しており、速度超過時には空気ブレーキが作用するようになっている。
- 台車は型鋼や鋳造品などの部材をボルトおよびリベット組立とした板台枠、軸距1800mmのラック式台車で、軸箱支持方式は軸箱守式、牽引力伝達は球面心皿から台枠へ伝達される方式で軸ばねはコイルバネと重ね板ばね、枕ばねを重ね板ばねとしている。なお、各軸に砂撒き装置と砂箱が設置されていたが後年撤去されているほか、軌道中心から1085mm、軌道面上230mmの位置に設けられている第三軌条からの集電に用いる集電靴が前後の軸箱に吊り下げる形で装架されている。動輪は10本スポークのスポーク車輪で、各動輪軸には片側に粘着動輪用に大歯車が、中央にラックレール1条のシュトループ式[20]用のピニオンがフリーで回転できるようにはめ込まれており、このピニオンには駆動用の大歯車とバンドブレーキ用のドラムが併設されている。
- 主電動機は軸距短縮のため台車枠の動輪の外側に吊掛式に装荷されており、主電動機からラックレールに異物等が介入した場合に主電動機を保護するための摩擦継手を介してやまば歯車で1段減速して主電動機と動軸の間に設置された中間軸へ伝達され、そこから動軸および動軸にはめ込まれたピニオンへそれぞれ平歯車による1段減速で伝達されている。駆動装置の減速比は動輪のタイヤが使用可能量の1/2分磨耗した時に動輪とピニオンの周速が一致するように設定され、本形式では動輪が1:10.06、ピニオンは1:7.38となっており、この方式では動輪のタイヤの摩耗状況によってピニオンと動輪の周速に差が出るが、本形式クラスの出力の機体では実際の運用では特に問題とならなかった[21]。

### 主要諸元
- 軌間：1000mm
- 電気方式：DC750V架空線および第三軌条式（1957年以降DC850V）
- 軸配置：Bozz'Bozz'
- 最大寸法
  - 1号機：全長17800mm、車体長16800mm、車体幅2700mm
  - 2-3、11-15号機：全長18000mm、車体長17000mm、車体幅2700mm
- 軸距：1800mm
- 台車中心間距離：10500mm
- 動輪径：964mm
- ピニオン有効径：700mm
- 自重：33.8-34.6t[22]
- 定員：2等座席24名、3等座席28名（1-3号機）または24名（11-15号機）、折畳席4名
- 走行装置
  - 主電動機：直流直巻整流子電動機×4台（定格：出力176kW、回転数1390rpm、於24.8km/h）
  - 減速比：10.06（粘着動輪）、7.38[23]（ピニオン）
- 性能
  - 牽引力：24.5kN（定格、於24.8km/h）、98kN（最大）
  - 牽引トン数：15t（16km/h・70パーミルもしくは6km/h・200パーミル）
  - 最高速度：35km/h（粘着区間）、9km/h（ラック区間）
- ブレーキ装置：発電ブレーキ、自動空気ブレーキ、電磁吸着ブレーキ、手ブレーキ

## 運行・廃車

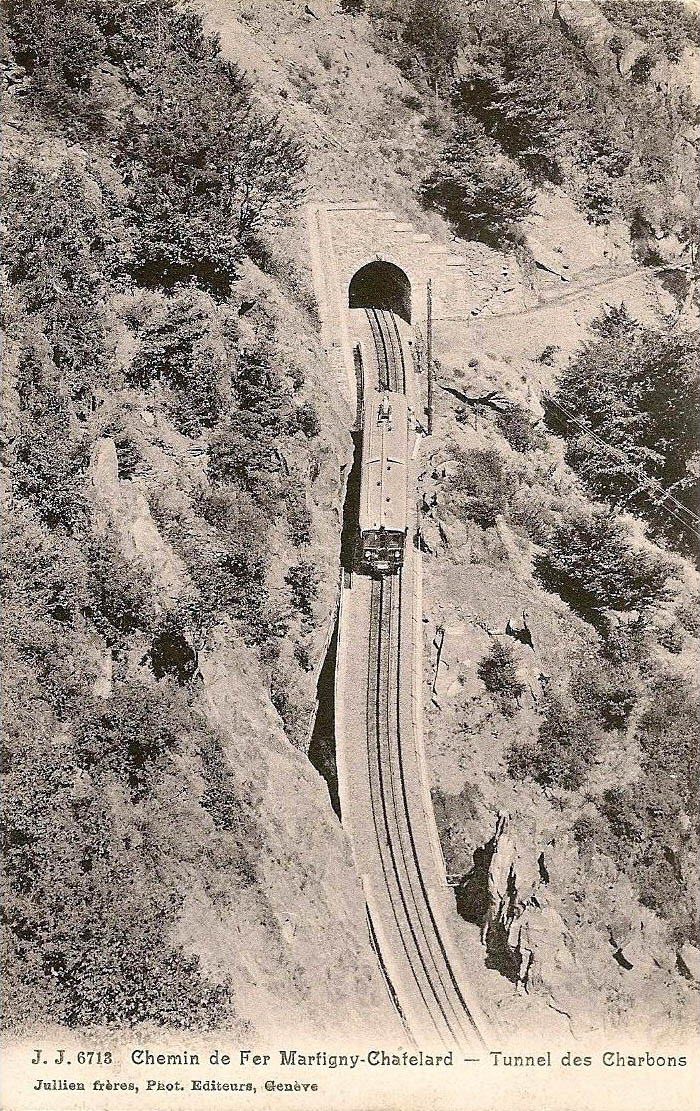
開業当時のBCFe4/4 1...15形（後のABDeh4/4 1...15形）による列車、シャルボントンネル付近、当時の絵葉書

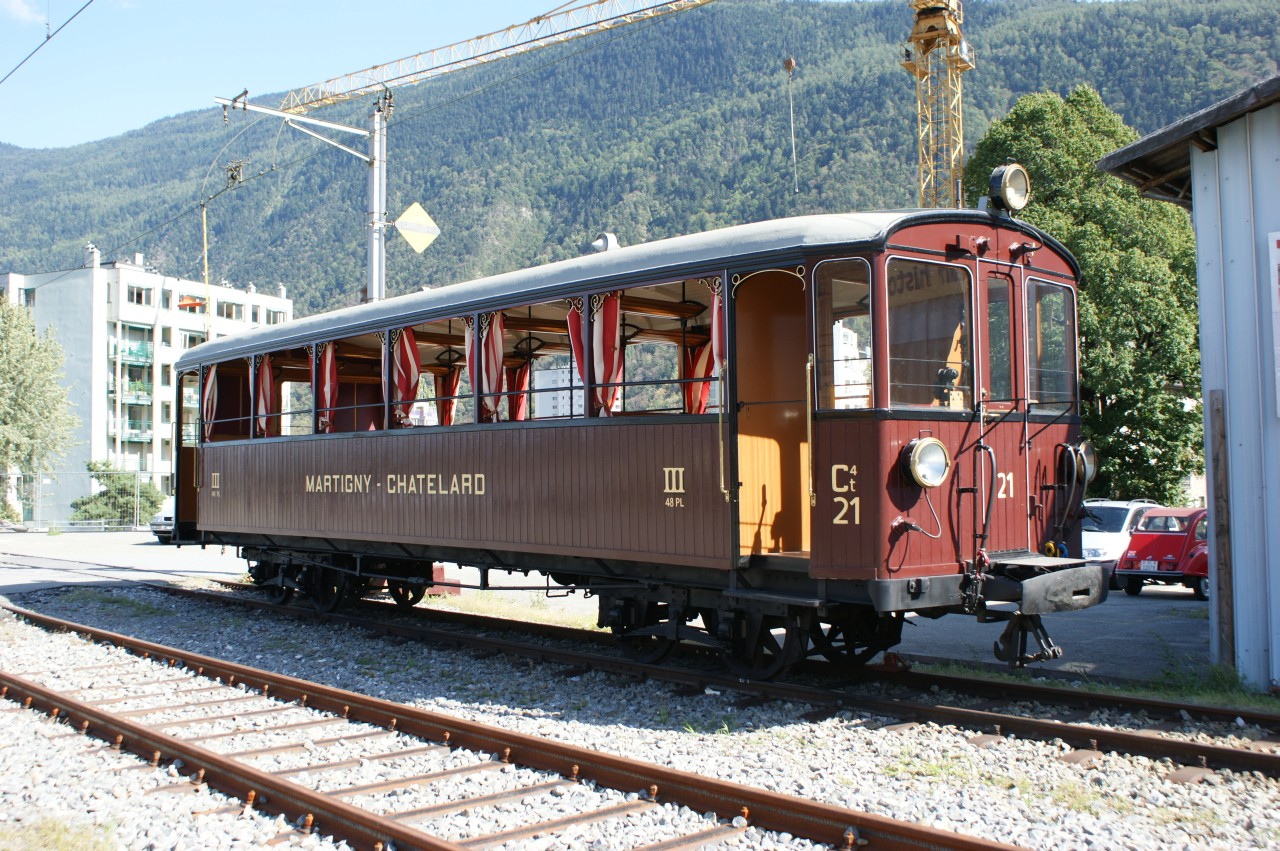
ABDeh4/4 15号機、BDZｔ^{4} 74および75号車とともに動態保存されているCt^{4} 21号車、マルティニー駅、2009年

- マルティニ・シャトラール鉄道線は軌間1000mm、開業当初は全長19.072km、その後1931年に路線改良[24]されて18.363km、最急勾配は粘着区間で70パーミル、シュトループ式のラック区間で200パーミルの路線であり、1906年にマルティニー - ル・シャトラール＝フロンティエール間18.8km（当時）が開業し、1908年にはル・シャトラール＝フロンティエール - スイス/フランス国境間0.29kmが開業して同じくフランス国内のヴァロルイーネから国境まで路線を延長したコル・デ・モンテ線と接続している。開業時には直流750V、1957年以降は直流850Vで電化されており、山岳部のヴェルネイヤーズ - ル・シャトラール＝フロンティエール間では第三軌条からの集電としていたが、道路横断者等の安全確保のため、1991年-97年にかけてフィンハウト - ル・シャトラール＝フロンティエール間、サルヴァン - ル・トレティアン間が架線集電に変更されている。この路線はローヌ川沿いでスイス国内、イタリア、フランス方面への街道が交差する古くからの交通の要衝で、スイス国鉄の主要幹線ローザンヌ - ブリーク線のマルティニー駅に隣接する標高467mのマルティニ・シャトラール鉄道マルティニー駅を起点として、ヴェルネイヤーズからサルヴァンまでは総延長約2.5kmの200パーミルのラック区間で、サルヴァン以降は最急70パーミルの粘着区間で同じくローヌ川から分かれたトリアン川に沿って西方にトリアンの谷を遡り、フィンハウトで路線最高の1224m地点を過ぎ、引き続き最急70パーミルの粘着区間で、名を変えたオー・ノワール川に沿って標高1115mのル・シャトラール＝フロンティエールに至り、そこからスイス/フランス国境に至っている。
- 国境のフランス側のコル・デ・モンテ線は当初パリ・リヨン・地中海鉄道[25]、現在ではフランス国鉄により運営されている、軌間1000mm、最急勾配90パーミルの全線粘着式、第三軌条集電の山岳路線であり、フランス国鉄の標準軌路線に接続するサン＝ジェルヴェ＝レ＝バン・ル＝ファイエからモンブラン山麓のリゾート地であるシャモニー＝モン＝ブラン、ヴァロルイーネを経由してスイス/フランス国境へ至っている。なお、同鉄道は1950年代まで架線電圧が600Vであり、全線の直通運転は1997年に両鉄道のBDeh4/8 21-22形およびZ800形によるモンブラン急行の運行が開始されるまで行われていなかった。
- 開業当初は5月から8月までの夏季のみの運行であり、冬季の運行開始は1931年から実施されることとなり、以降スノーシェッドや除雪車を徐々に整備している。
- 本形式は開業後マルティニ・シャトラール鉄道の全線で主に旅客列車として単行もしくは制御車1両を牽引して運行されていたが、本形式と制御車1両の3両編成や本形式と制御車各2両の4両編成で運用されることもあった。なお、貨物列車は主にGe2/2形とABDeh4/4 31-32形が牽引していたが、本形式も2軸貨車最大2両を牽引しているほか、粘着区間専用のBCFe2/4 21-22形（後のABDe2/4 21-22形）との重連でラック区間での運行を含む列車で運行されることもあった。1908年のダイヤでは旅客列車は1日あたりマルティニー - ル・シャトラール＝フロンティエール - ヴァロルイーネ間が6往復、マルティニー - サルヴァン間とフィンハウト - ヴァロルイーネ間がそれぞれ1往復の運転であり、全線の所要時間は開業当初は1時間55分から2時間10分、運転速度は、平坦線のマルティニー - ヴェルネイヤーズ間が17km/h、ヴァルネイヤーズ - サルヴァン間の200パーミルのラック区間が5.5km/h、サルヴァン - ヴァロルイーネ間の70パーミルの粘着区間が12-18km/h、最高運転速度は前記の区間それぞれで25km/h、7km/h、20km/hあった。なお、その後1938年には最高運転速度を見直して所要時間を20分程度短縮している。
- 使用されていた制御車は以下の通りの8両で、いずれも車体はSWS製で、CIEMもしくはMFO製の電機品を搭載しており、CFt4 61-62形とBFt4 71-75形の台車はSLM製であった。
  - Ct4 51形：3等制御車、1905年製のC4 51形客車に運転台を設置して1928年にCt4 51形とした車両。1956年にBt4 51号車に称号改正、窓が取り外し可能なオープン式兼用客車。全長12400mm、自重10t、座席定員48名。
  - CFZt4 61-62形：1906年製の3等・荷物・郵便合造制御車、1956年にBFt4 61-62形、1962年にBDt4 61-62形に称号改正。全長13650mm、自重12.2t、座席定員36名。
  - BFZt4 71-75形：1906-09年製の2等・荷物・郵便合造制御車、1956年にAFt4 71-75形、1962年にADt4 71-75形に称号改正。全長13650mm、自重12.2-13t、座席定員36名。
- 同じく貨車は以下の通りの16両で、いずれもSWS製の2軸車であった。
  - Ek 151-154形：1906年製で5t積の無蓋車、全長5.4m、自重4.2t。
  - Gk 111-116形：1906年製で5t積の有蓋車、全長6.4m、自重4.9t。
  - Kbk 161-166形：1906年製の長物車、全長7.7m、自重5.2t。
- 1957-64年に新しい軽量車体を持つラック式電車であるABDeh4/4 4-8形（後のBDeh4/4 4-8形）電車と、これと編成を組むBt 63-68形制御客車が導入されて本形式は順次代替されており、ABDeh4/4 14号機および15号機が主に事業用列車や貨物列車等の牽引用として2000年代まで運用されていた。なお、各機体の廃車年は以下の通り。
  - 1 - 1956年
  - 2 - 1957年
  - 3 - 1956年
  - 11 - 1956年
  - 12 - 1956年
  - 13 - 1957年
  - 14 - 2006年
  - 15 - 動態保存
- ABDeh4/4 15号機は動態保存されることとなり、2001年には旧形式のABFeh4/4 15号機に、さらにその後2004年にはもう一世代前の形式であるBCFeh4/4 15号機に形式変更されており、車体表記はオリジナルと同様にラック式の"h"のつかないBCFe4/4 15号機となっているほか、車体塗装も製造時のものをベースとした濃茶色ベースのものに復元され、鉄道車両保存団体であるTNT[26]によって保守および運行がなされている。なお、同団体では本形式と共に使用された制御車であるCt4 51号車（車体表記はCt4 21）とBFｔ4 74号車、BFｔ4 75号車およびABDeh4/4 32号機や貨車2両を動態保存している。また、ABDeh4/4 15号機は2009年にはスイス西部の博物館鉄道であるブロネイ-シャンビィ博物館鉄道[27]に貸し出されて運行されたこともあるほか、2011年から2015年にかけて長期にわたり全面的な保守点検を実施しており、分解の上で主要部品はレーティッシュ鉄道[28]のラントクアルト工場やスイス国鉄のイヴェルドン工場へ持ち込まれて整備が行われている。